# Капітуляція (фільм)
«Капітуляція» (інша назва — «Сум'яття»; фр. La Chamade) — французько-італійський фільм, поставлений у 1968 році режисером Аленом Кавальє за романом-бестселлером Франсуази Саган «Сигнал до капітуляції». Головні ролі у фільму виконали Катрін Денев, Мішель Пікколі та Роже Ван Гол.
Слоган фільму: «Серце має багато кімнат, деякі з них заповнені, більшість порожні».

## Синопсис
Люсіль (Катрін Денев) насолоджується життям з вільного дозвілля та комфорту, завдяки її багатому коханцю/другові, Шарлю (Мішель Пікколі). Незважаючи на відмінність у віці (Люсіль — 25, Шарлю майже 40), вони, здається, прекрасна пара, живуть у великому будинку, зустрічаються з друзями.
Одного разу Люсіль зустрічає людину її власного віку, Антуана, до якого її одразу вабить. Вони кидаються в пристрасну любовну інтригу, і Люсіль скоро розуміє, що вона повинна залишити Шарля і продовжувати життя з Антуаном — навіть при тому, що останній не має достатньо грошей, щоб утримувати їх обох. Антуан знаходить своїй коханій роботу, але Люсіль скоро розуміє, що вона не призначена для роботи. Незабаром вона виявляє, що вагітна, і усвідомлює болісну дійсність життя, яке вона обрала…

## В ролях
| Катрін Денев       | ···· | Люсіль |
| Мішель Пікколі     | ···· | Шарль  |
| Роже Ван Гол       | ···· | Антуан |
| Аміду              | ···· | Етьєн  |
| Філіпіна Паскаль   | ···· | Клер   |
| Жак Серей          | ···· | Джонні |
| Ірен Тюнк          | ···· | Діана  |
| Монік Лежен        | ···· |        |
| Жан-П'єр Кастальді | ···· |        |
| Метт Карні         | ···· |        |